# Залепухин, Николай Петрович
Николай Петрович Залепухин (род. 10 февраля 1952, Черкесск, Ставропольский край, СССР) — российский государственный и политический деятель. Депутат Государственной Думы Федерального Собрания России III (1999–2003) и IV (2003–2007) созывов. Член «Единой России».

## Биография
Николай Залепухин родился 10 февраля 1952 года в городе Черкесск. В 1969 году окончил среднюю школу в Черкесске. С 1969 по 1972 год работал агентом в Прикубанской инспекции Госстраха, шлифовальщиком в Черкесском заводе низковольтной аппаратуры. В 1977 году окончил экономический факультет Московского государственного университета им. М.В. Ломоносова. С 1977 года работал ассистентом на кафедре истории КПСС и политэкономии в Черкесском филиале Ставропольского политехнического института. В 1985 году, окончив аспирантуру кафедры политической экономии МГУ, работал референтом правления в Карачаево-Черкесской областной организации общества «Знание».
C 1991 по 1994 год — заведующий кредитно-экономического отдела Сберегательного банка. С 1994 по 1996 год — главный специалист Федерального управления по делам о банкротстве. В 1996–1999 годы — финансовый директор ЗАО «Висма». В 1995 году баллотировался в Государственную Думу II созыва по спискам партии «Блок независимых». В 1996 году вошёл в инициативную группу по выдвижению Бориса Ельцина в Президенты России.
19 декабря 1999 года избран депутатом Государственной Думы III созыва по спискам блока «Межрегиональное движение «Единство» («Медведь»)», 26 января 2000 года вошёл в Комитет по кредитным организациям и финансовым рынкам. 7 декабря 2003 года избран депутатом Государственной Думы IV созыва по спискам партии «Единая Россия».

## Законотворческая деятельность
С 2003 по 2007 год, в течение исполнения полномочий депутата Государственной Думы III и IV созывов, выступил соавтором 103 законодательных инициатив и поправок к проектам федеральных законов.